# Antonio Massana
Antonio Massana y Beltrán (Barcelona, 1890 - Raimat, Lérida, 1966) o Antoni Massana i Bertran, fue un jesuita y compositor español.

## Biografía
Estudió música en Barcelona con Domènec Mas, Enrique Granados, Frank Marshall King y Vicenç Maria Gibert, y amplió su formación con Enric Morera, Felipe Pedrell y Nemesio Otaño. En 1911 ingresó a la Compañía de Jesús y fue ordenado sacerdote en 1922. Se licenció en canto gregoriano en Roma y completó los estudios musicales en Múnich y Solesmes. Antonio Massana S.J. fue destinado a América: Río de Janeiro (1951), Buenos Aires (1952), Montevideo. También fue maestro de capilla y organista en la iglesia de los jesuitas, en Barcelona. Fue profesor del Conservatorio Superior de Música del Liceo donde tuvo a Lluís Benejam entre sus alumnos. Se le considera un autor romántico, con claras influencias wagnerianas, así como de Debussy y Strauss. Colaboró en la Revista Musical Catalana.
La primera composición suya de que se tiene noticia es Barcarola (1906). Dejó una producción variada y extensa, desde cantos líricos y religiosos hasta grandes oratorios y zarzuelas, pasando por piezas de concierto. Compuso tres óperas: Canigó (1934), Nuredduna (1947) y Juca Pirama (1950). El violoncelista Ricard Boadella le estrenó un concierto en Barcelona en los años cuarenta.
Su obra más conocida, la ópera Canigó está registrada bajo la dirección de Ernest Xancó.
El fondo de partituras de Antonio Massana se conserva en la Biblioteca de Cataluña.

### Obra
(En algunos títulos, la fecha es la de composición; en otras, la de publicación)
- Ad missam lectam: concentus vocalis et organicus : fasciculus I in Natale Domini (1964)
- Comentarios a la encíclica (1956)
- Elegia a Debussy (1918), para piano y orquesta de cuerda
- Fantasía sinfónica (1925)
- Misa en honor de San Juan de Dios, a tres voces mixtas con acompañamiento de órgano
- Missa brevis et facillima: tribus vocibus aequalibus concinenda (1964)
- Missa in honorem S. Theresiae a Jesu Infante (1935)
- Missa Orbis Factor (1949)
- Sinfonía en Do (1952)
- Suite para orquesta de cámara (1964)

#### Dramáticas
- El Éxito de una olla: camada de sabor badalonés en un acto y en verso (1922), zarzuela con letra de J. Umbria (Joaquim Selva)
- Canigó (1934), ópera en tres actos, sobre un texto de Josep Carner basado en la obra de Verdaguer. Estrenada en versión de concierto en el Casal del Metge en 1936; y en versión escenificada en 1953 en el Liceo
- Ideando una forja de héroes (1941), cuadro melodramático sobre la vida de San Ignacio de Loyola con letra de Joaquim Vila
- Juca Pirama (1950), òpera basada en el poema I-Juca Pirama de Antônio Gonçalves Dias
- La Maga blanca (1944), drama lírico en cuatro actos, con letra de Luis María de Arrizabalaga
- Nuredduna (1947), ópera en tres actos, con libreto de Miguel Forteza basado en La deja del genio griego de Miguel Costa y Llobera (Partitura completa)
- Sydia: drama histórico misional en un prólogo, cuatro actos y un epílogo, con letra de Luis María Arrizabalaga
- Y el Imperio volvía ... : poema coral-dramático en cinco jornadas (1940), con libreto de Ramón Cué Romano

#### Para instrumento
- Danza selvática (1926), para piano
- Suite num. 1 para piano (1917), contiene la Elegia a Granados
- Coral, para órgano
- En estilo gregoriano, para órgano
- Pastoral (1939), para órgano
- Andante con moto, allegro appasionatto, para violín y piano
- Berceuse, para violín y piano
- Rapsòdia catalana, para violín y piano
- Melodia (1964), para violín y piano

#### Vocales
- A la Mare de Déu de Núria (1964), sobre una poesía de Joan Maragall
- A la Mare de Déu del Far, con letra de Ramon Garriga
- A Sant Lluís, canción a voz sola o para coro y órgano, con letra de Verdaguer
- Canticel, con letra de Josep Carner
- Cántico para las Siete Palabras, para 4 voces y órgano o armonio
- La Creación: oratorio bíblico = La creació: oratori bíblic (1946), sobre textos de la Biblia, para cinco voces solistas, coro y orquesta. Edición bilingüe español-catalán
- Dos cánticos religiosos a las almas del Purgatorio, coro y solista con acompañamiento de armonio u órgano
- Dos cánticos religiosos para el pueblo, para voz y órgano o armonio
- Dos rosaris
- Dues cançons (1934), con letra de Verdaguer
- En l'enterro d'un nin, con letra de Verdaguer
- Goigs en llaor del gran Pare i Patriarca Sant Ignasi de Loyola
- Himne a Catalunya (1915)
- Himne a Mallorca (1926)
- Himne contra el mal parlar, para coro y solista con acompañamiento de piano, con letra de Verdaguer
- Himne de la Ciutat de Déu (1921), coro a cuatro y seis voces mixtas
- Himne dels centres de perseverança: Congregación de la Purificación de Nuestra Señora y San Francisco de Borja : Sección de Santos Ejercicios para Obreros (1925), letra de Ramon Maria de Bolós S.J.
- Himno a San Pablo (1963), con motivo del decimonoveno centenario de la visita del apóstol a España, con letra de Miquel Melendres
- Himno de los bomberos españoles a su patrono san Juan de Dios (1958), letra de Matías de Mina y Salvador
- Himno de perseverancia (1925)
- Himno del colegio de San José de la Compañía de Jesús, Valencia (1918)
- Idil·lis i cants místics, con letra de Verdaguer
- Ignis flagrans charitatis (1951), para barítono, coro y orquesta, recopilación de episodios musicales sobre la vida de San Juan de Dios, con textos de la Sagrada Escritura y de la liturgia
- Javier: estampas escénicas: oratorio (1930), con letra de Genaro Xavier Gallegos
- Loor a Margarita, para voz y piano
- Miles Christi (1956), estampas musicales sobre la vida de San Ignacio para coro y orquesta
- Montserrat (1925), oratorio
- O esca viatorum (1963)
- Panis angelicus (1922)
- La Pasionera, con letra de Verdaguer
- Plegaria de una madre (1928), con letra de la Infanta María de la Paz de Borbón
- Resignació (1964), para voz y piano, con letra de Verdaguer
- El Salm dels pecadors: op. 40, para cuatro voces mixtas a capela, con letra de Carner
- Salve Regina (1963)
- Temença, con letra de Josep Maria Boix

#### Recopilaciones
- Cançons líriques, para voz y piano
- Cántica Sacra (ca 1918), colección de 130 cánticos para voz, órgano o armonio
- Cantoral Sagrado (1946), colección de motetes
- Cants de pietat: misteris del Rosari, para voz y acompañamiento, edición bilingüe catalán-español
- Cinc obres per a orgue
- Cinco canciones (1964), con letra de Xavier Criado
- Colección de diez piezas de fácil y mediana dificultad para órgano o armonio
- Cuatro piezas para armonio (1956)
- 10 piezas para órgano o armonio
- Ocho canciones (1964), para voz y piano
- Once piezas para órgano o armonio, de fácil y mediana dificultad
- Quatuor Moteta: Tribus vocibus equalibus organo comitante (1945), para tres voces y órgano
- Seis Avemarías, dos Glorias y dos Padrenuestros, para voz, órgano o armonio
- Tres Sacris Solemnis y un O Salutaris, para voz, órgano o armonio